# Mikołajów

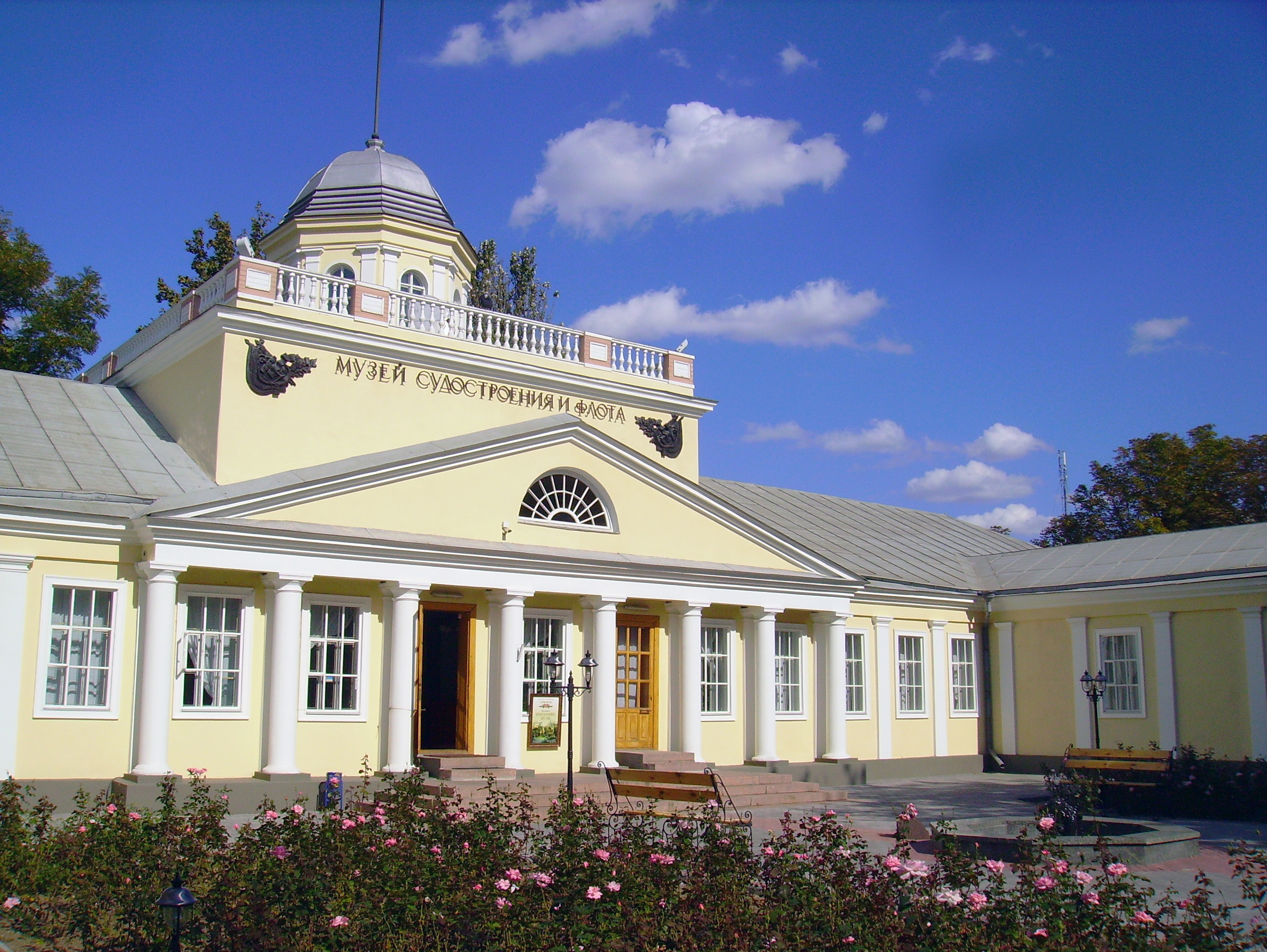
Mikołajowskie Muzeum Okrętów i Floty

Mikołajów (ukr. Миколаїв, Mykołajiw; ros. Николаев, Nikołajew) – miasto w południowej części Ukrainy, ważny port i ośrodek przemysłu stoczniowego, położone nad Bohem niedaleko jego ujścia do Morza Czarnego, nieco na północ od miasta do Bohu wpada rzeka Inguł. Stolica obwodu mikołajowskiego. Na początku 2020 roku, z liczbą mieszkańców wynoszącą około 480 tys., Mikołajów zajmował dziewiąte miejsce wśród najludniejszych ukraińskich miast.

## Historia
W 1399 r. w południowej części współczesnego miasta — Wytowce, wielki książę litewski Witold wybudował tu zamek (twierdzę) Wytowce i urząd celny do kontroli handlu z Tatarami krymskimi.
Założony przez Rosjan w 1789 r. jako twierdza. Od tego czasu aż do rozpadu ZSRR znany był pod swoją rosyjską nazwą Nikołajew (Николаев). W 1788 początek portu rzecznego i budowa pierwszych doków, potem port morski. Od 1802 stolica guberni. W XIX i XX wieku główna baza floty rosyjskiej, a potem radzieckiej na Morzu Czarnym.
Podczas okupacji hitlerowskiej, we wrześniu 1941 roku Niemcy utworzyli getto dla żydowskich mieszkańców. Przebywało w nim około 7500 osób. 21 września 1942 roku Niemcy zlikwidowali getto, a Żydów zamordowali w Kalinówce i Woskriesieńsku. Sprawcami zbrodni było Sonderkommando 11a. 
Współczesny Mikołajów rozwinął się dzięki przemysłowi stoczniowemu. Początkowo był budowany jako stocznia. W XIX wieku Mikołajów był centrum przemysłu stoczniowego na Morzu Czarnym, a także centrum zarządzania Flotą Czarnomorską Imperium Rosyjskiego.
Od 1920 r. w Ukraińskiej SRR, od 1937 stolica obwodu. W latach 1941–1944 pod okupacją niemiecką. W kwietniu 1941 do Mikołajowa przeniesiono z Rzeszowa niemiecki obóz jeniecki Stalag 364. W grudniu 1943 obóz rozwiązano.
Od 1991 r. należy do Ukrainy.
Do 1991 r. Mikołajów był najważniejszym ośrodkiem budowy nawodnych okrętów wojennych w Związku Radzieckim. Tu właśnie zbudowano wszystkie radzieckie lotniskowce. Znajdują się tam stocznie Czarnomorska (dawniej im. A. Marty) i Mikołajowska (dawniej im. 61 komunardów).
Od marca 2022 Miasto-bohater Ukrainy.

## Demografia

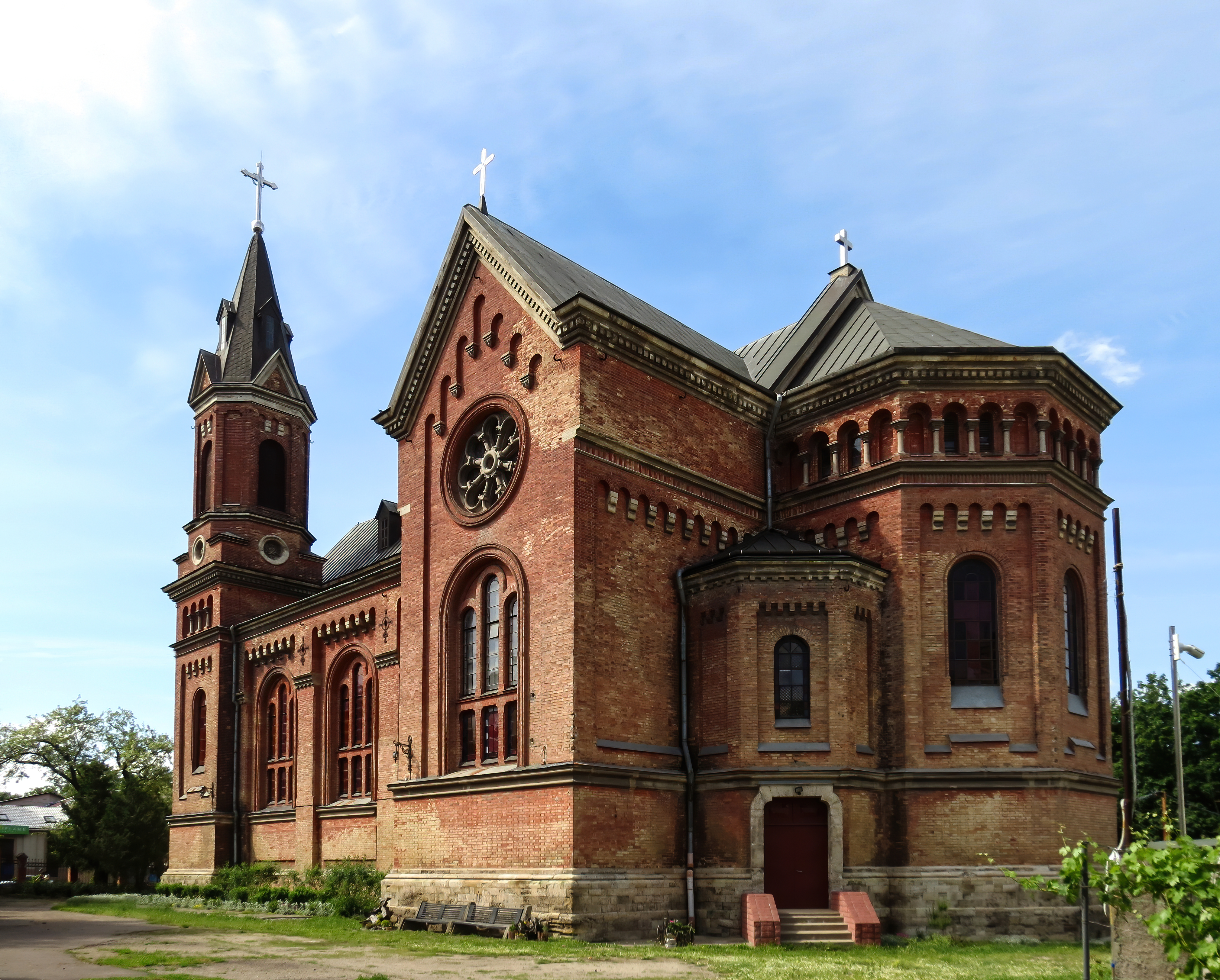
Kościół św. Józefa (rzymskokatolicki)

Skład narodowościowy miasta na podstawie danych ze spisów powszechnych Imperium Rosyjskiego i Związku Radzieckiego:
- 1897[5]

1. Rosjanie: 61 023 (66,32%)
2. Żydzi: 17 949 (19,51%)
3. Ukraińcy: 7780 (8,46%)
4. Polacy: 2612 (2,84%)
5. Niemcy: 813 (0,88%)
6. Tatarzy: 595 (0,65%)
7. Grecy: 214 (0,23%)
8. Białorusini: 191 (0,21%)
9. Ormianie: 108 (0,12%)
10. Francuzi: 93 (0,1%)

- 1926[6]

1. Rosjanie: 46 726 (44,62%)
2. Ukraińcy: 31 362 (29,95%)
3. Żydzi: 21 786 (20,8%)
4. Polacy: 1783 (1,7%)
5. Niemcy: 1167 (1,11%)
6. Białorusini: 293 (0,28%)
7. Bułgarzy: 229 (0,22%)
8. Karaimi: 225 (0,21%)
9. Ormianie: 204 (0,19%)
10. Łotysze: 199 (0,19%)

- 1939[7]

1. Ukraińcy: 82 824 (49,69%)
2. Rosjanie: 51 614 (30,96%)
3. Żydzi: 25 280 (15,17%)
4. Niemcy: 1549 (0,93%)
5. Białorusini: 1161 (0,7%)
6. Bułgarzy: 926 (0,56%)

W 1989 r. liczyło 502 776 mieszkańców.

## Gospodarka
W mieście rozwinął się przemysł stoczniowy, maszynowy, skórzano-obuwniczy, włókienniczy, spożywczy, kosmetyczny oraz materiałów budowlanych.

## Religia
Mikołajów jest od 1992 r. siedzibą eparchii Ukraińskiego Kościoła Prawosławnego Patriarchatu Moskiewskiego.
W mieście czynnych jest dziewiętnaście cerkwi, z których najważniejszą jest katedralny sobór Narodzenia Matki Bożej.

## Miasta partnerskie
- Bursa
- Gałacz
- Gogolin
- Małko Tyrnowo
- Triest
- Tiencin